# Liste der Wohnadressen von Elvis Presley

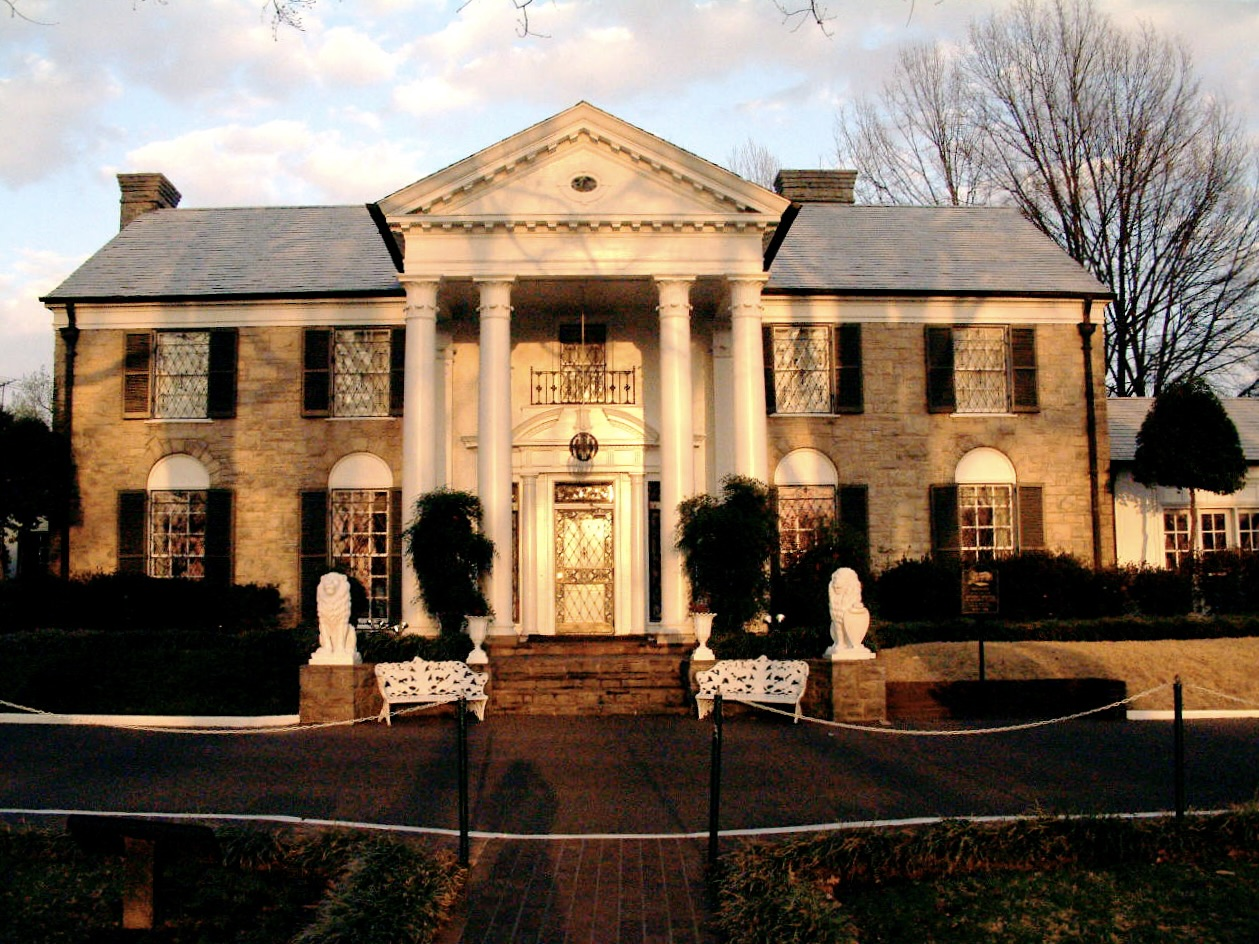
Graceland ist Elvis Presleys längster und berühmtester Wohnsitz

Die nachstehende Liste der Wohnadressen von Elvis Presley beinhaltet alle nachvollziehbaren Wohnadressen des US-amerikanischen Sängers und Entertainers. Der erste Abschnitt behandelt den jeweiligen Hauptwohnsitz, der zweite Abschnitt die bekannten Zweitwohnsitze.

## Hauptwohnsitze
| Jahre     | Ort            | Straße und Hausnummer                                                   | Lage                         | Anmerkungen |
| --------- | -------------- | ----------------------------------------------------------------------- | ---------------------------- | --- |
| 1935–1940 | Tupelo, MS     | damals Old Saltillo Road, heute 306 Elvis Presley Drive                 | 34° 15′ 34″ N, 88° 40′ 49″ W | In dem von Vater Vernon selbst erbauten Haus wurde Elvis Presley am 8. Januar 1935 geboren. |
| 1940–1943 | Tupelo, MS     | 510 ½ Maple Street                                                      | 35° 6′ 13″ N, 89° 55′ 13″ W  | |
| 1943–1945 | Pascagoula, MS | nicht bekannt                                                           |                              | Vernon ging in Pascagoula einer schweren Tätigkeit in einer an der Golfküste gelegenen Werft nach. Nach Beendigung seines Jobs kehrte die Familie nach Tupelo zurück.                                                                                            |
| 1945–1946 | Tupelo, MS     | Berry Street                                                            |                              | Vernon Presley erwarb das Vier-Zimmer-Haus am 18. August 1945 und nahm dafür eine Hypothek auf. |
| 1946      | Tupelo, MS     | Commerce Street                                                         |                              | Die Familie geriet bald in Zahlungsschwierigkeiten und konnte das Darlehen zur Finanzierung des Objektes in der Berry Street nicht mehr bedienen. Sie war gezwungen, das Objekt zu verkaufen und zog am 18. Juli 1946 hierher.                                   |
| um 1947   | Tupelo, MS     | Mulberry Alley                                                          |                              | |
| 1947–1948 | Tupelo, MS     | 1010 North Green Street                                                 |                              | Ein Dokument aus jener Zeit bestätigt, dass die Familie im September 1947 unter dieser Adresse lebte. Es war offensichtlich ihre letzte Adresse in Tupelo, bevor der Umzug nach Memphis/TN erfolgte.                                                             |
| 1948–1949 | Memphis, TN    | 370 Washington Street                                                   |                              | Die erste von insgesamt neun Wohnadressen des späteren King of Rock’n’Roll in Memphis ist heute eine unbebaute Fläche. |
| 1949      | Memphis, TN    | 572 Poplar Avenue                                                       |                              | Die Fläche dient heute als Parkplatz einer angrenzenden Firma. |
| 1949–1952 | Memphis, TN    | 185 Winchester Avenue                                                   |                              | Die Sozialwohnung in den Lauderdale Courts musste verlassen werden, nachdem das Einkommen der Familie Presley den zulässigen Höchstbetrag überstieg. Die Wohnung kann heute für eine Nacht gemietet werden, um dort zu schlafen, wo Elvis Presley einst schlief. |
| 1952–1953 | Memphis, TN    | 698 Saffarans Avenue                                                    |                              | An der Stelle des ehemaligen Hauses befindet sich heute eine Rasenfläche. |
| 1953–1955 | Memphis, TN    | 462 Alabama Avenue                                                      |                              | Heute befindet sich an der Stelle des ehemaligen Hauses eine Autostraße. |
| 1955      | Memphis, TN    | 2414 Lamar Avenue                                                       |                              | Das ehemalige Wohnhaus wird heute als Gewerbe genutzt. |
| 1955–1956 | Memphis, TN    | 1414 Getwell Road                                                       |                              | Das letzte Mietshaus der Presleys beherbergt heute ein Ladengeschäft. |
| 1956–1957 | Memphis, TN    | 1034 Audubon Drive                                                      | 35° 6′ 13″ N, 89° 55′ 13″ W  | Elvis Presleys erstes Grundeigentum. |
| 1957–1977 | Memphis, TN    | Graceland, damals: Bellevue Avenue, heute: 3764 Elvis Presley Boulevard | 35° 2′ 45″ N, 90° 1′ 22″ W   | Auf seinem langjährigen und bekanntesten Anwesen verstarb Elvis Presley am 16. August 1977. |

## Zweitwohnsitze
| Jahre               | Ort                      | Straße und Hausnummer                                                               | Anmerkungen |
| ------------------- | ------------------------ | ----------------------------------------------------------------------------------- | --- |
| 1958                | Killeen, TX              | 906 Oak Hill Drive                                                                  | Elvis Presley mietete das Haus während seiner Armeezeit in Fort Hood von Juli bis September 1958 |
| 1959–1960           | Bad Nauheim, Deutschland | Goethestraße 14                                                                     | Elvis Presley mietete das Haus für die Dauer vom 3. Februar 1959 bis zum 2. März 1960, dem Tag, an dem er Deutschland verließ. Vorher hatte er, der Anfang Oktober 1958 in die Kurstadt gekommen war, für etwa eine Woche im Hilberts Parkhotel und anschließend für einige Monate im Hotel Grunewald residiert. |
| 1960–1961 1963–1965 | Bel Air, CA              | 525 Perugia Way                                                                     | Presley mietete das Haus im September 1960, nachdem er das Beverly Wilshire Hotel verlassen hatte. Im November 1961 zog er in die Bellagio Road um, kehrte aber im Januar 1963 noch einmal zurück und bewohnte das Haus in dieser zweiten Etappe bis Ende 1965. |
| 1961–1963           | Bel Air, CA              | 10539 Bellagio Road                                                                 | Presley mietete das Haus von November 1961 bis Januar 1963 zwischen seinen zwei Mietverträgen im Perugia Way. |
| 1966–1967           | Bel Air, CA              | 10550 Rocca Place                                                                   | Presley mietete das im Stil einer Ranch angelegte Anwesen im Februar 1966 und beendete das Mietverhältnis 1967. |
| 1966–1967           | Palm Springs, CA         | 1350 Ladera Circle                                                                  | Presley mietete das Haus im September 1966 für ein Jahr. Unmittelbar vor und nach der Hochzeit von Elvis und Priscilla am 1. Mai 1967 bewohnte der Presley-Clan das Haus. |
| 1967–1973           | Horn Lake, MS            | Circle G Ranch, am Zusammentreffen vom Mississippi Highway 301 und der Goodman Road | Das 1967 erworbene Anwesen in unmittelbarer Nähe zu Graceland diente vor allem für ländliche Freizeitaktivitäten wie zum Beispiel Reiten. Nachdem alle vorherigen Zweitwohnsitze gemietet waren, war dies der erste gekaufte Zweitwohnsitz von Elvis Presley. |
| 1967–1973           | Beverly Hills, CA        | 1174 North Hillcrest Road, Trousdale Estates                                        | Presley erwarb das 1958 erbaute Haus im November 1967, womit es sein erstes Immobilieneigentum in Kalifornien war. Nach der Scheidung von Priscilla im Oktober 1972 zog sich Elvis hier zurück, während Priscilla und Lisa Marie das Objekt in 144 Monovale, Holmby Hills, bezogen. Im Dezember 2012 erwarb der Gründer von Hard Rock Cafe, Peter Morton, das Anwesen und ließ das einst von Presley bewohnte Haus abreißen. |
| 1968–1970           | Palm Springs, CA         | Camino del Norte                                                                    | Elvis und Priscilla mieteten das Haus im April 1968, während sie ein geeignetes Haus zum Kauf suchten. |
| 1970–1977           | Palm Springs, CA         | 845 Chino Canyon Road                                                               | Elvis und Priscilla erwarben das 1965 erbaute Haus im April 1970. In diesem Anwesen nahm Elvis Presley 1973 die Lieder I Miss You und Are You Sincere? auf. Er kaufte das Haus für seine Tochter Lisa Marie. Nach dem Tode seines Vaters Vernon 1979 wurde es von Priscilla veräußert. |
| 1970–1975           | Holmby Hills, CA         | 144 Monovale Drive                                                                  | Elvis Presley erwarb dieses größere Anwesen im Dezember 1970. Nach der Scheidung wurde es von seiner Exfrau Priscilla und ihrer gemeinsamen Tochter Lisa Marie bewohnt. 1975 wurde der Grundbesitz an Telly Savalas veräußert. |